# Stará Říše
Stará Říše település Csehországban, a Jihlavai járásban. Stará Říše Hladov, Dlouhá Brtnice, Rozseč, Markvartice, Nevcehle, Pavlov, Olšany, Vápovice és Sedlatice településekkel határos. Lakosainak száma 625 fő (2024. január 1.).

## Népesség
A település lakosságának változását az alábbi diagram mutatja:
| Lakosok száma | 707  | 734  | 795  | 694  | 679  | 661  | 617  | 620  | 622  | 625  |
|               | 1869 | 1890 | 1921 | 1950 | 1980 | 2001 | 2017 | 2019 | 2022 | 2024 |